# Norwegische Meisterschaften im Biathlon 1960
Die norwegischen Meisterschaften im Biathlon 1960 fanden am 24. Januar 1960 im Sørkedalen im Nordwesten von Oslo statt. Ausgetragen wurde ein Einzelwettkampf über 20 Kilometer.
Sieger wurde überraschend der Skilangläufer Reidar Hjermstad. Die schnellste Kurszeit setzte Erling Bjørn.

## Männer

### Einzel (20 km)
| Platz | Starter          | Verein           | Zeit      | Treffer |
| ----- | ---------------- | ---------------- | --------- | ------- |
| 1     | Reidar Hjermstad | Hernes IL        | 1:49:18 h | 17      |
| 2     | Jon Istad        | Voss IL          | 1:52:44 h | 18      |
| 3     | Arvid Nyberg     | Vestre Trysil IL | 1:53:38 h | 15      |
| 4     | Ola Wærhaug      | Skedsmo          | 1:54:09 h | 19      |
| 5     | Per Westgård     | Hernes IL        | 1:55:21 h | 14      |
| 6     | Erling Bjørn     | Alvdal IL        | 1:55:33 h | 14      |
| 7     | Ivar Skogsrud    | Siljuberget      | 1:56:03 h | 15      |
| 8     | Kåre Odden       | Vestre Trysil IL | 1:56:10 h | 19      |
| 9     | Magne Rundberget | Gravberget       | 1:56:30 h | 17      |
| 10    | Arne Hjermstad   | Hernes IL        | 1:56:39 h | 14      |

Start: 24. Januar 1960